# David Soul
David Soul, pseudonimo di David Richard Solberg (Chicago, 28 agosto 1943 – Londra, 4 gennaio 2024), è stato un attore e cantautore statunitense naturalizzato britannico, noto per aver interpretato tra il 1975 e il 1979 il ruolo del sergente Ken 'Hutch' Hutchinson al fianco di Paul Michael Glaser nella serie poliziesca Starsky & Hutch, di cui fu anche regista per vari episodi.

## Biografia
Nato in una famiglia di origini norvegesi, trascorse l'infanzia viaggiando molto tra Europa e America al seguito del padre, pastore luterano impegnato nel secondo dopoguerra in missioni umanitarie in Germania. Iniziò la carriera artistica nel 1967, quando, nel corso di un'apparizione televisiva, interpretò una canzone indossando una maschera da sci. Al termine dell'esibizione spiegò: «Mi chiamo David Soul, e voglio essere conosciuto per la mia musica».

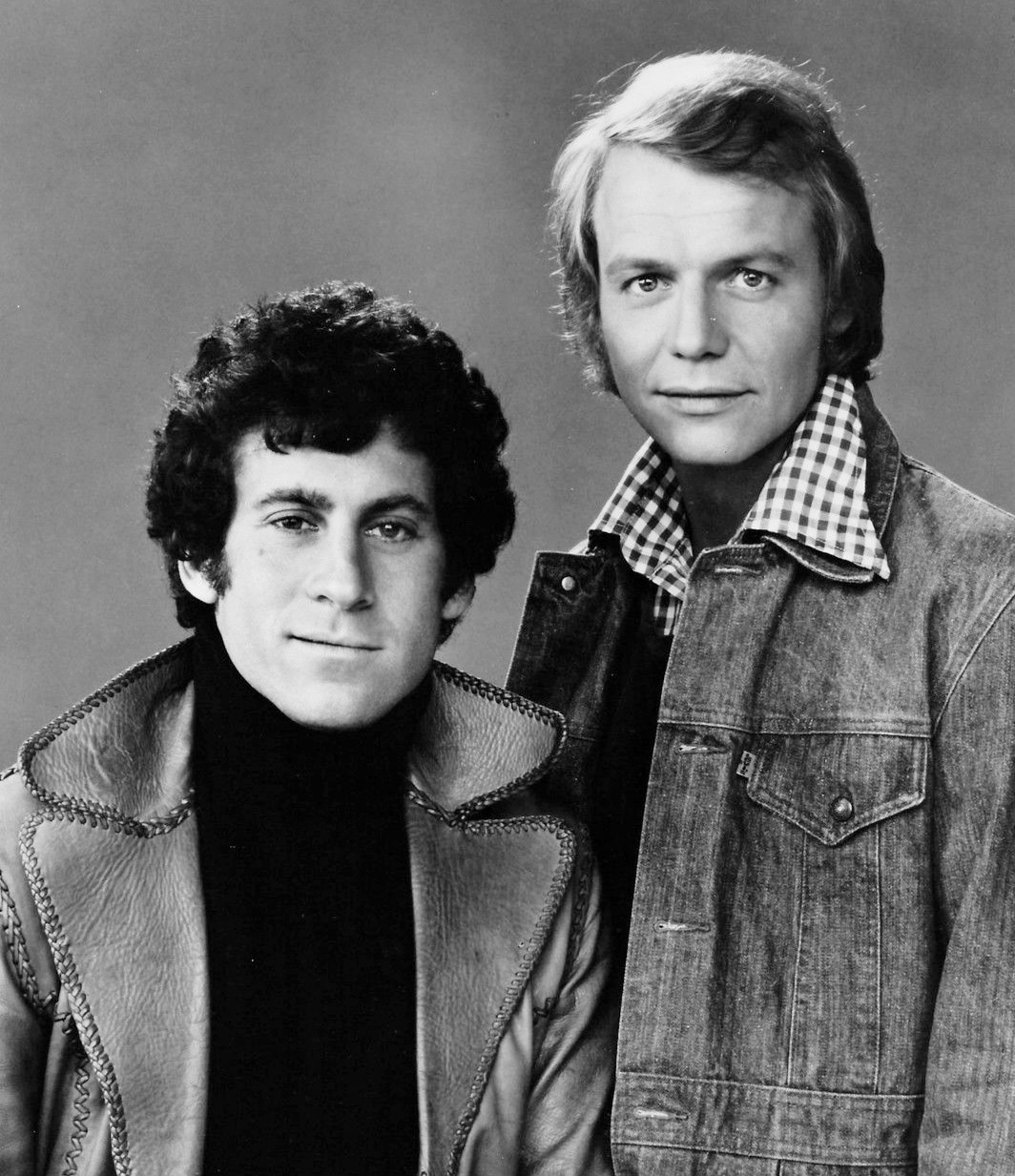
David Soul assieme al collega Paul Michael Glaser all'epoca in cui giravano la serie Starsky & Hutch

Si fece poi apprezzare dal grande pubblico come attore in alcuni telefilm, tra cui Star Trek. Nel 1973 recitò nel film Una 44 Magnum per l'ispettore Callaghan, al fianco di Clint Eastwood. La maggiore notorietà giunse però nel 1975, con il ruolo del detective Hutchinson in Starsky & Hutch. Nel corso degli anni settanta, Soul si affermò anche come cantante, raggiungendo per ben due volte la prima posizione nelle chart inglese e statunitense con i singoli Don't Give Up On Us e Silver Lady. Nel 1979 interpretò il ruolo di Ben Mears nella miniserie televisiva Gli ultimi giorni di Salem. 
Negli anni ottanta frequentò meno assiduamente le scene, limitandosi ad apparire come ospite in programmi televisivi e a interpretare ruoli minori in qualche film. Negli stessi anni ebbe problemi di alcolismo, che sconfisse dopo una lunga terapia. Nel gennaio 1988 apparve nello sceneggiato televisivo italiano Il segreto del Sahara, interpretando il ruolo dello spietato Ryker, capo di un gruppo armato di disertori della Legione Straniera. All'inizio degli anni novanta si trasferì a Londra, dove rilanciò la sua carriera di attore nei teatri del West End.
Divenne cittadino britannico nel settembre del 2004, senza comunque tagliare i suoi legami con la vita negli Stati Uniti, inclusa la partecipazione al voto nelle elezioni americane.
Recitò in alcuni musical, tra cui A Chorus Line e Mack and Mabel, con Janie Dee. Nel 2004 apparve insieme a Paul Michael Glaser nel film Starsky & Hutch, nel quale i due fecero un cameo nella parte finale del film. Nel 2012 lavorò in un episodio della serie britannica Lewis , interpretando il ruolo di Paul Yelland, vittima di un omicidio. Nel 2014 apparve in uno spot britannico della National Express, dove cantò Silver Lady alla guida di un pullmann.
Nel marzo 2020 pubblicò l’album Gold, con 44 tracce divise in 3 CD curate dallo stesso David Soul. L’album contiene le sue canzoni di massimo successo fra cui Don’t Give Up On Us, Silver Lady, Going In With My Eyes Open e It sure brings the love in your eyes. 
Nell'ottobre dello stesso anno, scrisse e diresse un breve documentario, intitolato America, che descrive la storia americana dal 1619 fino ai giorni nostri. Il documentario è basato su una sua omonima canzone registrata quarant'anni prima. 
Nell'aprile 2021, fu protagonista di uno spettacolo teatrale dal titolo The Passion & Poetry Of Pablo Neruda, per il cinquantesimo anniversario del conferimento del premio Nobel per la letteratura al poeta sudamericano. Lo spettacolo fu preceduto da alcune letture, pubblicate sul suo canale YouTube, di poesie tratte da varie raccolte di Pablo Neruda. 
Già malfermo in salute da alcuni anni a causa di una broncopneumopatia cronica ostruttiva, morì a Londra il 4 gennaio 2024 all'età di 80 anni. Nel 2017, durante una convention con Paul Michael Glaser e Antonio Fargas, si presentò su una sedia a rotelle spinto dallo stesso Glaser.

## Vita privata
David Soul si sposò cinque volte ed ebbe sei figli: cinque maschi e una femmina, China Soul. Le sue cinque mogli furono Mirriam Solberg (1964-1965), Karen Carlson (1968-1977), Patti Carmel Sherman (1980-1986), Julia Nickson-Soul (1987-1993) e Helen Snell (dal 2010 alla morte dell'attore). 

## Filmografia

### Cinema
- The Secret Sharer, regia di Larry Yust (1967)
- E Johnny prese il fucile (Johnny Got His Gun), regia di Dalton Trumbo (1971)
- Una 44 Magnum per l'ispettore Callaghan (Magnum Force), regia di Ted Post (1973)
- La scomparsa del volo 412 (The Disappearance of Flight 412), regia di Jud Taylor (1974)
- La ballata dei vagabondi (Dogpound Shuffle), regia di Jeffrey Bloom (1975)
- The Stick Up, regia di Jeffrey Bloom (1977)
- The Hanoi Hilton, regia di Lionel Chetwynd (1987)
- Appuntamento con la morte (Appointment with Death), regia di Michael Winner (1988)
- Cancellate Washington!, regia di Nello Rossati (1990)
- Matrimonio in nero (The Bride in Black), regia di James Goldstone (1990)
- Brividi nella notte (In the Cold of the Night), regia di Nico Mastorakis (1990)
- Rapita (Cry in the Wild: The Taking of Peggy Ann), regia di Charles Correll (1991)
- Giochi pericolosi (Pentathlon) regia di Bruce Malmuth (1994)
- Crosswinds, regia di Allan A. Goldstein (1995)
- Inferno d'acqua (Terror in the Mall), regia di Norberto Barba (1998)
- Starsky & Hutch (Starsky & Hutch), regia di Todd Phillips (2004)
- He's Starsky, I'm Hutch, regia di Leo Burley - documentario (2004)
- Puritan - film, regia di Hadi Hajaig (2005)
- Old Dog, regia di Arran Bowyn (2006)
- L'affaire Farewell (2009)
- Crash Bang Wallow - corto, regia di Jon Dunleavy e Keith Wilson-Singer (2010)
- Filth, regia di Jon S. Baird (2013)
- The Fighting Ministers, regia di Michael Chandler, Bill Jersey, Richard Wormser e David Soul - documentario (2013)
- Cuban Soul, regia di Greg Atkins - documentario (2014)
- America, regia di David Soul - documentario (2020)

### Televisione
- Flipper – serie TV, episodio 3x23 (1967)
- Strega per amore (I Dream of Jeannie) – serie TV, episodio 3x05 (1967)
- Star Trek – serie TV, episodio 2x05 (1967)
- Arrivano le spose (Here Come the Brides) – serie TV, 52 episodi (1968-1970)
- Giovani ribelli (The Young Rebels) – serie TV, episodio 1x09 (1970)
- Difesa a oltranza (Owen Marshall: Counselor at Law) – serie TV, 70 episodi (1971-1974)
- Dan August – serie TV, episodio 1x22 (1971)
- Ironside – serie TV, episodio 4x24 (1971)
- Arcibaldo (All in the Family) – serie TV, episodio 2x02 (1971)
- Movin'On, regia di E.W. Swackhamer – film TV (1972)
- F.B.I. (The F.B.I.) – serie TV, episodio 8x01 (1972)
- Le strade di San Francisco (The Streets of San Francisco) – serie TV, episodio 1x06 (1972)
- Cannon – serie TV, episodi 2x16-4x04 (1973-1974)
- A tutte le auto della polizia (The Rookies) – serie TV, episodio 3x11 (1974)
- McMillan e signora (McMillan & Wife) – serie TV, episodio 4x04 (1974)
- Medical Center – serie TV, episodio 6x13 (1974)
- Gunsmoke – serie TV, episodio 20x19 (1975)
- Starsky & Hutch – serie TV, 93 episodi (1975-1979)
- Little Ladies of the Night, regia di Marvin J. Chomsky – film TV (1977)
- Le notti di Salem (Salem's Lot) – miniserie TV, 2 puntate (1979)
- Swan Song, regia di Jerry London – film TV (1980)
- Rage!, regia di William A. Graham – film TV (1980)
- Homeward Bound, regia di Richard Michaels – film TV (1980)
- The Manions of America – miniserie TV (1981)
- La terza guerra mondiale (World War III) – miniserie TV, 2 puntate (1982)
- Casablanca – serie TV, 5 episodi (1983)
- Attraverso occhi nudi (Through Naked Eyes), regia di John Llewellyn Moxey – film TV (1983)
- Yellow Rose – serie TV, 22 episodi (1983-1984)
- Fifty/Fifty – serie TV, episodio 1x02 (1984)
- Il codice Rebecca (The Key to Rebecca), regia di David Hemmings – miniserie TV (1985)
- Fifth Missile, regia di Larry Peerce – film TV (1986)
- Harry's Hong Kong, regia di Jerry London – film TV (1987)
- Crime Story – serie TV, episodio 2x02 (1987)
- Il segreto del Sahara, regia di Alberto Negrin – miniserie TV (1988)
- Uomini corrotti (Assassini a Miami) – film TV (1988)
- Crimini misteriosi (Unsub) – serie TV, 8 episodi (1989)
- Alfred Hitchcock presenta (Alfred Hitchcock Presents) – serie TV, episodio 4x06 (1989)
- I viaggiatori delle tenebre (The Hitchhiker) – serie TV, episodio 5x06 (1989)
- Prime Target, regia di Robert L. Collins – film TV (1989)
- Il saluto del serpente (So Proudly We Hail), regia di Lionel Chetwynd – film TV (1990)
- I ragazzi della prateria (The Young Riders) – serie TV, episodi 1x23-1x24 (1990)
- La signora in giallo (Murder, She Wrote) – serie TV, episodi 8x08-9x16 (1991-1993)
- Perry Mason: L'arte di morire (Perry Mason: The Case of the Fatal Framing) – film TV (1992)
- Due come noi (Jake and the Fatman) – serie TV, episodi 1x21-5x19 (1988-1992)
- Alta marea (High Tide) – serie TV, episodio 1x11 (1994)
- Florence Larrieu: Le juge est une femme – serie TV, episodio 1x01 (1994)
- Les filles du Lido – miniserie TV (1995)
- Sandra Princess Rebelle, regia di Didier Albert – serie TV, 8 episodi (1995)
- Le nuove avventure di Robin Hood (The New Adventures of Robin Hood) – serie TV, episodio 3x06 (1998)
- Tabloid, regia di David Blair – film TV (2001)
- Doctor Who – serie TV, episodio 1x05 (2002)
- Holby City – serie TV, episodi 3x23-4x27 (2001-2002)
- Dalziel and Pascoe – serie TV, episodio 8x01 (2004)
- Poirot – serie TV, episodio 9x03 (2004)
- Jerry Springer: The Opera, regia di Peter Orton – film TV (2005)
- That Deadwood Feeling, regia di Simon Ubsdell – film TV (2009)
- Sirene - Il mistero svelato (Mermaids: The Body Found), regia di Sid Bennett – film TV (2012)
- Lewis – serie TV, episodio 6x04 (2012)

## Doppiatori italiani
Nelle versioni in italiano delle opere in cui ha recitato, David Soul è stato doppiato da:
- Cesare Barbetti in Arrivano le spose, Starsky & Hutch, Appuntamento con la morte, Cancellate Washington, Uomini Corrotti, Rapita, Starsky & Hutch (film)
- Gino La Monica in La signora in giallo, Poirot
- Michele Gammino in Una 44 Magnum per l'ispettore Callaghan
- Danilo Bruni in La ballata dei vagabondi
- Luciano Melani in Le notti di Salem
- Paolo Poiret in Yellow Rose
- Stefano De Sando ne Il quinto missile
- Adalberto Maria Merli ne Il segreto del Sahara
- Romano Malaspina in Crimini misteriosi
- Sergio Di Stefano in Alfred Hitchcock presenta
- Gabriele Carrara in Appuntamento con la morte (ridoppiaggio)

## Discografia

### Album
- David Soul (1976)
- Playing to an Audience of One (1977)
- Band of Friends (1980)
- The Best Days of My Life (1982)
- Leave a Light On... (1997)

#### Raccolte
- Moods (1979)
- David Soul - The Best Of... (1990)
- The Magic Collection (1993)
- The Best Of David Soul (1994)
- Looking Back - The Very Best Of David Soul (2008)
- Don't Give Up On Us - The Very Best Of David Soul (2010)
- Gold (2020)

### Singoli
- The Covered Man (1966)
- Before (1966)
- No One's Gonna Cry (For You Baby) (1967)
- The Train (1970)
- Don't Give Up On Us (1976) UK #1, US #1
- Going In With My Eyes Open (1977) UK #2, US #54
- Silver Lady (1977) UK #1, US #52
- Let's Have A Quiet Night In (1977) UK #8
- It Sure Brings Out The Love In Your Eyes (1978) UK #12
- Surrender to Me (1980)
- Fool for Love (1981)
- Dreamers (1981)
- I Can't Afford That Feeling Anymore (1981)
- How Can You Tell You Got It (If You Don't Ever Give It Away) (1982)
- Amoureus Sans Bagages (con Claire Séverac) (1985)
- Dream With Me (con Claire Séverac) (1988)
- Smoke With No Fire (con Claire Séverac) (1995)